# Sophie Ellis-Bextor
Sophie Michelle Ellis-Bextor (London, 1979. április 10. –) angol énekes, dalszövegíró, modell és alkalmi DJ. Pályafutásának kezdete az 1990-es évek végére tehető, mint a Theaudience nevű indie-rock zenekar szólóénekese. A csapat feloszlása után, Ellis-Bextor szólókarrierbe kezdett, amellyel világsikereket ért el a 2000-es években. Zenéje a mainstream pop, disco, nu-disco, és a 80-as évek elektronikus stílusok egyvelegéből áll össze.
Ellis-Bextor öt szólólemezt jelentetett eddig meg: Read My Lips, Shoot from the Hip, Trip The Light Fantastic, Make a Scene és 2014-ben megjelent a Wanderlust című.

## Biográfia

### Családja és fiatalkora
Sophie Michelle Ellis-Bextor Robin Bextor filmrendező és Janet Ellis színésznő lánya. Szülei elváltak, mikor Sophie még csak 4 éves volt. 3 lánytestvére és 2 fiútestvére van. Gyakran beszélt arról, hogy nagyon fontos számára a családja és gyakran elhívja a testvéreit hogy dolgozzanak vele. Az öccse, Jackson Ellis-Leach jelenleg is a dobosa.
Tanulmányait a twickenhami St. Stephen's általános iskolában kezdte meg, később pedig a Godolphin and Latymerben tanult tovább. Már tizenhárom évesen fellépett a W11 Opera nevű operatársulattal, mára ő a szervezet egyik fő támogatója.
2004. április 23-án adott életet első gyermekének, a kisfiú a Sonny nevet kapta. Férje Richard Jones a The Feeling nevű együttes basszusgitárosa. Esküvőjüket 2005. június 25-én tartották Olaszországban. Korábban a menedzserével Matt Boyddal járt 6 évig.
Ellis-Bextor második fia, Kit Valentine 2009. február 7-én született meg. A következő években 3 újabb kisfiúval bővült a családja: Ray 2012-ben, Jesse 2015-ben, Mickey pedig 2019-ben látta meg a napvilágot.

## Zenei karrier

### Theaudience
Ellis-Bextor zenei karrierjét 1997-ben kezdte meg a theaudience nevű együttesben. Ő volt a zenekar frontembere. Amíg az együttes tagja volt, a Melody Maker olvasói megválasztották a legszexisebb énekesnővé. A theaudience talán legismertebb dala az A Pessimist Is Never Disappointed. Az együttes végül 1998 decemberében oszlott fel.

### Szólókarrier
A theaudience feloszlása után egy évig nem volt jelen a zenei életben. 2000-ben közreműködött DJ Spiller Groovejet című számában. A Groovejet első lett az Egyesült Királyság slágerlistáján, legyőzve a korábbi Spice Girl Victoria Beckhamet. Ettől kezdve komoly riválisok lettek. A Groovejet számos díjat besöpört, No. 1, Pop Top 20; No. 1, ILR; No. 1, Radio 1 és a Melody Maker az év dalává választotta.

### Read My Lips
2001-ben jelent meg Ellis-Bextor debütáló albuma, a Read My Lips.Második helyezést ért el a UK Charts-on és az albumról négy kislemez is bekerült a top 20-as listára. A Take Me Home című Cher dal feldolgozásával a második helyet szerezte meg, ahogyan a Murder on the Dancefloorral is, mely Ellis-Bextor legnagyobb sikere lett, 23 hetet töltött a slágerlistán. A Murder on the Dancefloor lett 2002-ben Európa legtöbbet játszott száma. A harmadik kislemez az albumról, a Get Over You / Move This Mountain 2002 júniusában jelent meg és a harmadik helyre került, míg a negyedik kislemeznek a Music Gets the Best of Me-nek a 14. volt a legjobb pozíciója.

### Shoot from the Hip
Következő stúdióalbuma, a Shoot from the Hip 2003 októberében jelent meg. Habár nem volt olyan sikeres mint az előző lemez, mégis két top 10-es kislemez jelent meg róla. Az album legjobb helyezése a UK Charts-on a tizenkilencedik lett. A Mixed Up World című kislemeze hetedik lett, az I Won't Change You-nak pedig a kilencedik pozíció jelentette a csúcsot. Ez idő tájt Victoria Beckhammel való rivalizálása mondhatni "kiújult" ugyanis Victoria kislemeze a This Groove / Let Your Head Go harmadik helyet ért el. Ellis-Bextor ezután terhes lett, egy időre szüneteltette zenei karrierjét.

### Trip the Light Fantastic
2007. május 21-én készült el legújabb lemezével, mely a Trip the Light Fantastic címet kapta. Még az album megjelenése előtt megjelentette a Catch You és a Me and My Imagination című számokat, előbbi nyolcadik utóbbi a huszonharmadik helyet szerezte meg a brit kislemezlistán. A Trip the Light Fantastic hetedik lett a UK albums charton és arany minősítést ért el 2008 júliusában; több mint 100 000 példányt adtak el belőle az Egyesült Királyságban. A 3. kislemez a Today the Sun's on Us mely 2007 augusztusában jelent meg, elmaradt a várakozásoktól és csupán csak a hatvannegyedik helyre került. 2007 szeptemberében részt vett a Sopot Festivalon Lengyelországban, ahol természetesen az Egyesült Királyságot képviselte.

### Make a Scene
Ellis-Bextor 2008 áprilisában bejelentette, hogy 2009 nyarán megjelenteti a negyedik stúdióalbumát.
Az énekesnő számításainak megfelelően 2008 áprilisában a Greatest Hits albumának felvételei annyira gyümölcsözőek lettek, hogy úgy döntött előrehozza negyedik stúdióalbumának kiadását, a tervezett válogatás lemezt ezzel későbbre tolva. Előrejelezte azt is, hogy a mai trendeknek megfelelően változtat eddig megszokott zenei hangzásán a két lemez kijövetele után.
2008 júniusában megerősítette, hogy a következő kislemeze a "Sophia Loren", c. dalból készül melyet a Rimmel London reklámban használtak fel amiben Ellis-Bextor szintén szerepelt, bár a lemez végül sosem jelent meg fizikálisan. 2009 augusztusában, egy 5 dalból álló élő felvételeket tartalmazó EP-t adott ki ami a 2009-es iTunes London fesztivál alatt készült, amin korábbi sikereit adta elő és egy új dalt, a "Starlight" címűt. (ami végül nem került rá az EP-re.)
Calvin Harris két dalt írt az új albumra, a "Calling It Love" és az "Off and On" -t, ami Róisín Murphy 2007-es Overpowered című lemezéről került át Sophie lemezére és Cathy Dennissel írták közösen; illetve az "Off and On"-ból egy remixet is készített a klubok számára. A Freemasons is dolgozott Sophieval a "Heartbreak (Make Me a Dancer)" c. számon, ami maxi formájában látott napvilágot 2009 júniusában, és egészen a 13. pozícióig jutott az angol játszási listán. Richard X-szel való együttműködéséből a "Magic" és a "Starlight" című dalok születtek. Ugyanakkor dolgozott olyan előadókkal, zenekarokkal is, mint: a Groove Armada, a The Hoosiers, Dimitri Tikovoi, Hannah Robinson, Metronomy, és Matt Prime illetve Liam Howe-al is a Sneaker Pimps-ből. Említették, hogy Armin Van Buuren-el is munkálkodik egy számon melynek címe "Not Giving Up on Love"; azóta a dal új címet kapott és "Not Giving Up" lett belőle. Ez lesz az új album második kislemeze.
2010 januárjában, Ellis-Bextor a Twitterren jelentette be, hogy az új album beharangozó dala a "Bittersweet" lesz (melyet a Freemasons-el és Hannah Robinsonnal írt közösen), a dal mondanivalójának a lényege: "Amikor nem tudsz ellenállni egy olyan dolognak amiről tudod, hogy rossz neked.". Egy bűnös élvezet. Ígérete szerint a dal március elején kerül a rádiókhoz majd áprilisban jön ki kislemezként.
2010 februárjában, Ellis-Bextor egy DigitalSpy-nak adott interjúban megerősítette; az új album címe "Make a Scene" lesz, de később Twitteren az album címének változását jelentette be mert a "Make A Scene nem elég jó!"
Március 18-án jelentették be az új album végleges címét amely a "Straight to the Heart" (Egyenesen a szívhez) címet kapta és 2010. augusztus másodikán jelenik majd meg. Egy újabb áprilisi Digital Spy interjúban Sophie megerősítette, hogy a második kislemez az "Off and On" lesz, egy Calvin Harris által producált elektronikus-dance dal Cathy Harris dalszövegére. Mindenesetre, az interjú óta, Ellis-Bextor újfent a Twitteren osztotta meg a rajongóival, hogy egy másik dalt választottak folytatásnak, ami előreláthatólag július végén jelenik meg, mintegy az augusztusi albummegjelenés előfutáraként. 2010. június: Egy újabb interjúban Sophie elárulja, hogy az Armin Van Buurennel közös dal lesz a második kislemez.
2011. januárban az album masterje kész, a cím az eredeti elképzelés szerinti Make a Scene-re változik.

### Wanderlust
2011 májusában bejelenti, hogy elkezd dolgozni ötödik stúdióalbumán. 2011-ben újra turnéra indul, olyan nagyszabású helyszíneken, mint a Jakarta-i SoulNation fesztivál illetve több koncertet ad Ausztráliában is. Később Ellis-Bextor közreműködik a francia house lemezlovas DJ Bob Sinclar "F**k with You" című dalában, amely a, dj Disco Crash című lemezére is felkerül, és nagy sikereknek örvend Közép-Európában.
Ellis-Bextor következő közös munkája a szintén francia DJ Mathieu Bouthier, "Beautiful" című dalában 2012. július 16-án jelenik meg Franciaországban digitálisan az iTunes-on.
2012 elején, Ellis-Bextor, Ed Harcourt énekes-zeneszerzővel kezd el dolgozni egy "sokkal inkább koncepció vezérelte" albumon, melynek tervezett kiadása 2013 és 8 dalt tartalmaz. Ugyanezen év november 23-án, egy jótékonysági gálán lép fel Londonban, ahol "Young Blood" című új dalát is előadja.
2013. március 26-án, a "Young Blood" demója rövid ideig letölthető az énekesnő hivatalos weboldaláról, ajándékképpen rajongói számára. 2013. október 14-én, nyilvánosságra hozzák, az új album címét "Wanderlust" és borítótervét is. Az énekesnő 2013. május 15-én bejelenti, hogy az album elkészült.
Az énekesnő egy tíz állomásból álló brit turnét jelent be, melynek utolsó állomása Glasgow lesz 2014. április 20-án.
A "Young Blood" című első kislemez 2013 novemberében jelenik meg, a UK Indie Chart-on 3. helyen nyit és 34. helyen a brit kislemez listán.
Az album 2014. január 20-án jelenik meg, a brit album listán negyedik helyen nyitva, és első helyen a brit Independent Album listán. A lemez skót top 10 albumlistán a 9. helyen nyit.

### Songs from the Kitchen Disco,Spinning Platespodcast, ésThe Masked Singer
2025-ben ő hirdette ki az brit szakmai zsűri pontjait az Eurovíziós Dalfesztiválon.

## Turnék
- 2002-2003: Watch My Lips
- 2006: 25 Live
- 2007: Beautiful World Live

## Diszkográfia

### Albumok
- 2001: Read My Lips
- 2003: Shoot From The Hip
- 2007: Trip the Light Fantastic
- 2011: Make a Scene
- 2014: Wanderlust
- 2016: Familia
- 2023: Hana

### Kislemezek
- 2001: Take Me Home
- 2001: Murder on the Dancefloor
- 2002: Get Over You / Move This Mountain
- 2002: Music Gets the Best of Me
- 2003: Mixed Up World
- 2003: I Won't Change You
- 2007: Catch You
- 2007: Me and My Imagination
- 2007: Today the Sun's on Us
- 2008: If I Can't Dance

### Vendégszerepek
- 1998: Black Holes For The Young with Manic Street Preachers
- 2000: Groovejet (If This Ain't Love) with Spiller
- 2005: Circles (Just My Good Time) with Busface
- 2009: Heartbreak (Make Me A Dancer) with The Freemasons
- 2009: Just Can't Fight This Feeling with Junior Caldera
- 2009: Love It Is Love with Junior Caldera
- 2010: Not Giving Up On Love with Armin van Buuren
- 2011: F*ck with You with Bob Sinclar
- 2011: Beautiful with DJ Mathieu Bouthier

### DVD
- 2002: Watch My Lips

## Fordítás
- Ez a szócikk részben vagy egészben  a   Sophie Ellis-Bextor című angol Wikipédia-szócikk fordításán alapul.  Az eredeti cikk szerkesztőit annak laptörténete sorolja fel. Ez a jelzés csupán a megfogalmazás eredetét és a szerzői jogokat jelzi, nem szolgál a cikkben szereplő információk forrásmegjelöléseként.